# Estação Francia
A Estação Francia é uma das estações do Metrô de Valparaíso, situada em Valparaíso, entre a Estação Bellavista e a Estação Barón. É administrada pelo Metro Regional de Valparaíso S.A..
Foi inaugurada em 23 de novembro de 2005. Localiza-se no cruzamento da Avenida Errázuriz com a Rua Blanco. Atende o setor El Almendral.